# Chaos Ridden Years - Stockholm Knockout Live
Albums de Children of Bodom
Are You Dead Yet?
(2005) Blooddrunk
(2008)
Chaos Ridden Years est un album live du groupe de death metal finlandais Children of Bodom, disponible sur CD et DVD. L'album est distribué par le label Spinefarm Records sous format album live intitulé Chaos Ridden Years en octobre 2006 et en version DVD intitulée Stockholm Knockout Live - Chaos Ridden Years le 11 octobre 2006, réalisé par Patric Ullaeus. L'album contient une émission live tournée à Arenan, à Stockholm, en Suède et contient : un documentaire sur le groupe, le making de l'album, des scènes censurées, une galerie photo, et sept vidéoclips.

## Contenu
- Concert live à Stockholm
- Soirée : 5 février, tournée européenne 2005 - 2006
- Lieu : Arenan, Stockholm, Suède
- Réalisateur : Patric Ullaeus pour Revolver AB

Disque 1
| No | Titre                                              | Durée |
| -- | -------------------------------------------------- | ----- |
| 1. | Living Dead Beat                                   | 4:51  |
| 2. | Sixpounder                                         | 4:36  |
| 3. | Silent Night, Bodom Night                          | 3:40  |
| 4. | Hate Me!                                           | 5:36  |
| 5. | We're Not Gonna Fall                               | 3:54  |
| 6. | Angels Don't Kill                                  | 5:15  |
| 7. | Deadbeats I (drum solo)                            | 4:46  |
| 8. | Bodom After Midnight / Bodom Beach Terror (medley) | 8:38  |
| 9. | Follow the Reaper                                  | 5:28  |

Disque 2
| No | Titre                                              | Durée |
| -- | -------------------------------------------------- | ----- |
| 1. | Needled 24/7                                       | 4:27  |
| 2. | Clash of the Booze Brothers (guitar/keyboard duel) | 7:35  |
| 3. | In Your Face                                       | 5:32  |
| 4. | Hate Crew Deathroll                                | 6:02  |
| 5. | Are You Dead Yet?                                  | 4:40  |
| 6. | Latvala - Guitar Solo (guitar solo)                | 1:21  |
| 7. | Lake Bodom                                         | 4:38  |
| 8. | Everytime I Die                                    | 5:23  |
| 9. | Downfall                                           | 7:14  |

### DVD
- Documentaire Chaos Ridden Years : The Children of Bodom
- Making of Stockholm Knockout Live
- Scènes censurées
- Galerie photo
- Vidéoclips promo :
  - Are You Dead Yet?
  - Downfall
  - Deadnight Warrior
  - Everytime I Die
  - In Your Face
  - Sixpounder
  - Trashed, Lost & Strungout